# Judith de Kulmsee
Judith de Kulmsee (en polonais : Juta z Chełmży), née vers 1200 à Sangerhausen et morte le 5 mai 1260 à Culmsee, est une moniale et recluse considérée comme bienheureuse de l'Église catholique. En allemand elle est appelée Jutta von Sangerhausen. Sa fête est le 5 mai.

## Biographie
Judith est possiblement née à Sangerhausen en Thuringe, membre d'une noble famille liée par mariage à la dynastie des Ludowinges dont sont issus les landgraves de Thuringe. C'est là qu'elle vécut avec son époux. 
Inspirée de la vie d'Élisabeth de Thuringe et de Mathilde de Magdebourg, elle prit l'habit monastique, lorsqu'elle fut devenue veuve. Elle a décidé d'accompagner son parent Anno von Sangerhausen sur le chemin vers l'État teutonique pour mener une vie d'ermite à Bielczin près de Culmsee (aujourd'hui la ville polonaise de Chełmża) en Prusse. 

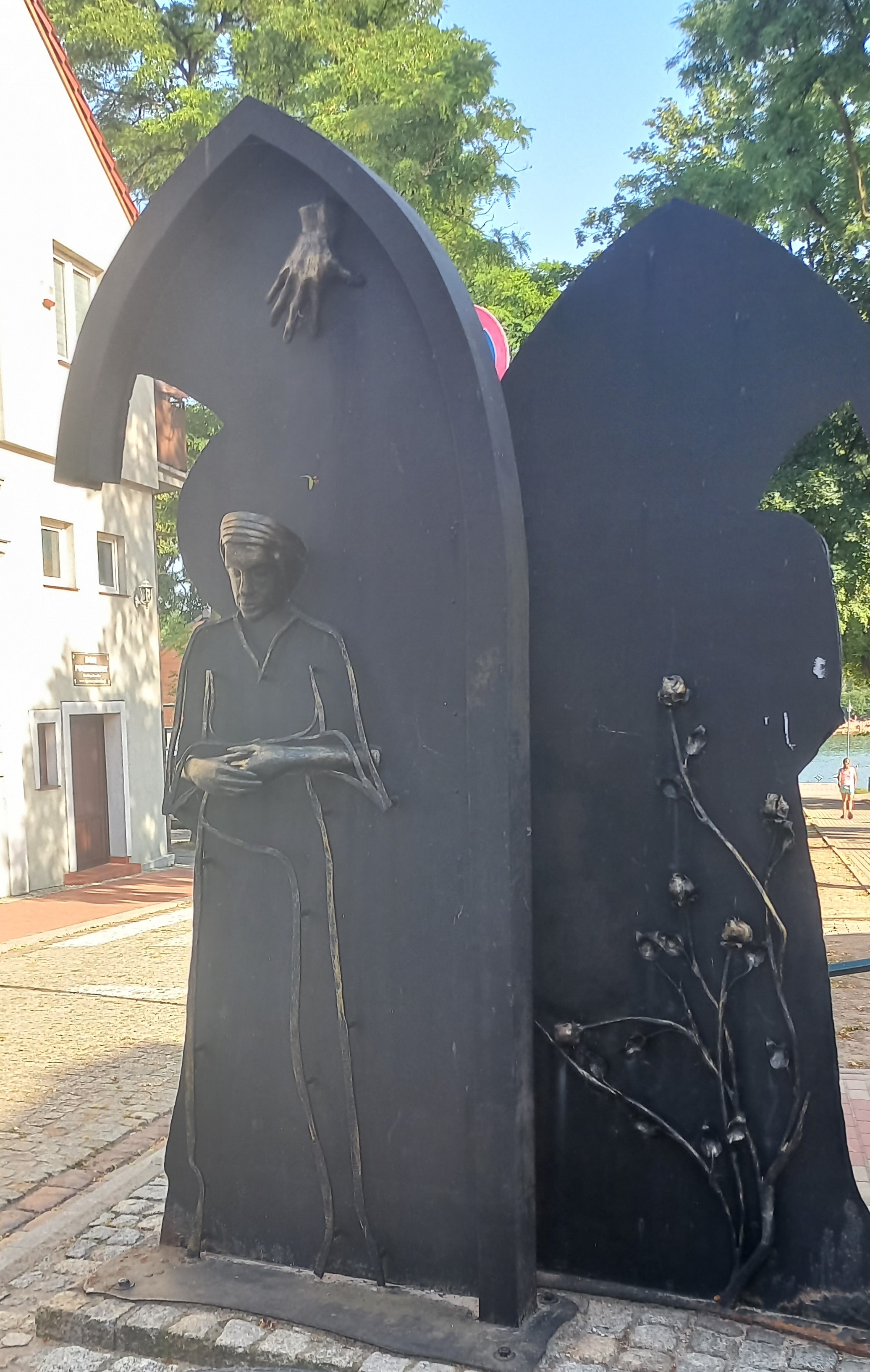
Mémorial en l'honneur de Judith à Chełmża.

Elle fonda un monastère et l'hôpital Saint-Georges à la ville Kulmsee, siège épiscopal du diocèse de Chełmno (Culm). Après sa mort, elle fut enterrée dans la cathédrale de la Sainte-Trinité.
Elle est honorée comme la patronne de la Prusse. On trouve une description de sa vie dans la Chronique prussienne écrite par Simon Grunau vers 1520. 
Il ne faut pas la confondre avec son aînée, sainte Judith de Disibodenberg († 1136), fêtée le 22 décembre qui vivait en Rhénanie.